# Weser-Harz-Heide-Radfernweg

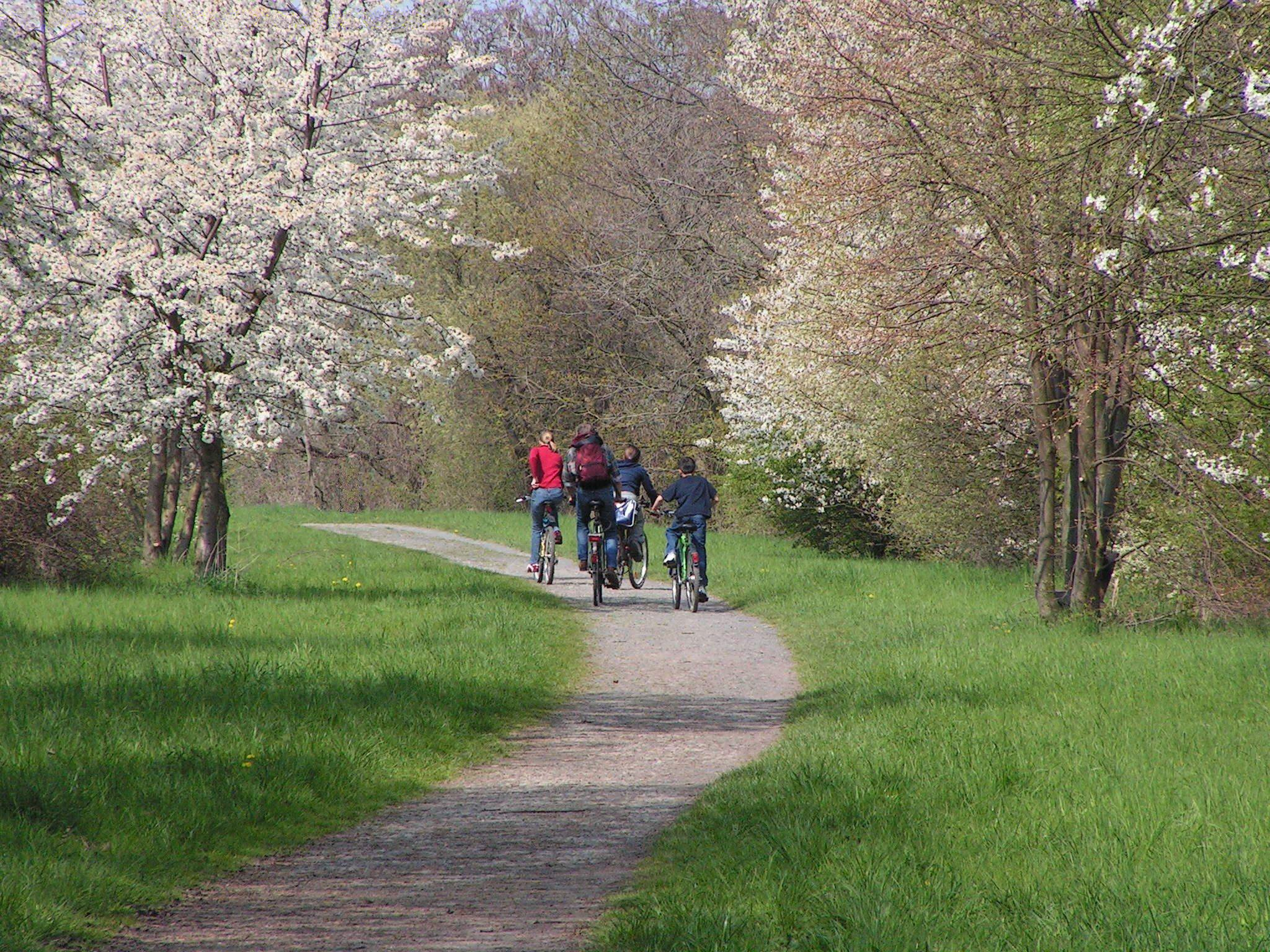
Der Weser-Harz-Heide-Radfernweg auf der alten Dransfelder Bahnlinie bei Groß Ellershausen (Göttingen)

Der Weser-Harz-Heide-Radfernweg (Radfernweg 5 im N-Netz des Landes Niedersachsen) ist ein 428 km langer Radfernweg, der von Hann. Münden, dem Ursprung der Weser, über den Harz in die Lüneburger Heide führt.

## Verlauf
Der Weser-Harz-Heide-Radfernweg beginnt in Hann. Münden und führt über eine stillgelegte Bahntrasse von Dransfeld nach Göttingen. Danach weiter über Rosdorf, Reinhausen, Duderstadt, vorbei an der Rhumequelle, weiter über Herzberg am Harz, Osterode am Harz, Altenau, Clausthal-Zellerfeld, Goslar, Wolfenbüttel, Braunschweig, Gifhorn, Uelzen und Lüneburg.
Er verbindet den Weserradweg, den Leine-Heide-Radweg und den Europaradweg bei Goslar mit teils gemeinsamer Streckenführung. Zwischen Goslar und Hann. Münden wird der Radweg zu einem großen Teil auch auf ehemaligen Bahnstrecken geführt, wie der Innerstetalbahn, der Bahnstrecke Herzberg-Bleicherode, der Gartetalbahn und der Dransfelder Rampe.